# Hydropsyche adspersa
Hydropsyche adspersa är en nattsländeart som beskrevs av Navás 1932. Hydropsyche adspersa ingår i släktet Hydropsyche och familjen ryssjenattsländor. Inga underarter finns listade i Catalogue of Life.